# Zombie Infection 2
Zombie Infection 2 es un videojuego de teléfono móvil desarrollado por Gameloft lanzado en 2010.

## Argumento
En el juego los protagonistas son Anderson Stark, antiguo miembro del grupo Inside Action, Keysha, una periodista y Jeremi, un habitante de Isla Paola. Está situado en la Isla Paola, en Sudamérica en el año 2012, un año después de los sucesos del primer juego. La historia comienza cuando, Anderson, Keysha y Tomas van en un Jeep hacia la aldea Mesa Rojo para buscar a dos periodistas, Jack y Tad, amigos de Anderson que están entrevistando sobre la guerra civil en la isla. En el camino, pierden el control del vehículo por culpa de unas personas que se cruzaron y chocan con una roca, quedando el equipo separado. Anderson se recupera y se encuentra con Tomas, el conductor que se convierte en zombi y Anderson lo elimina y se encuentra con Keysha y juntos llegan a la Aldea Mesa Rojo, que está infectada de zombis y se encuentran con Jack y Tad, mutados en un monstruo de varias cabezas que luego huye. Después de rescatar algunos sobrevivientes, llegan a la plaza, pero esta llena de zombis y no tienen opción que esconderse en una casa, pero la puerta trasera está tapada con una roca. Mientras tanto Jeremi, un habitante de la isla que se encontraba en las montañas se dirige a la aldea y se encuentra en la zona cero de la infección, cruzando la aldea se decide a buscar a su hija Maya y se encuentra con Anderson y Keysha, y los ayuda a huir con él en una lancha por el río llegando al templo de la aldea, que también se encuentra lleno de zombis y por un derrumbe se separan y cada uno sigue su camino, Anderson y Keysha luego se encuentran atrapados y aparece la mutación de Jack y Tad y deciden eliminarlo, siendo rescatados por Jeremi después. Al salir del templo, siguiendo por la selva llegan a unas minas y Jeremi se separa de ellos para buscar a su hija. Anderson y Keysha se adentran en las minas llenas de zombis, descubriendo unos laboratorios subterráneos secretos, propiedad de Rotwang y se da cuenta porque ocurrió la infección. Anderson después de adentrarse en los laboratorios secretos de Rotwang repleto de muertos vivientes, encuentra un dispositivo que destruiría la isla para evitar propagar la infección. Al salir de las minas, un helicóptero recoge a Anderson y a Keysha y los lleva a la ciudad, que igual fue asolada por los zombis. El equipo cruza toda la ciudad encontrando un poderoso lanzallamas para liquidar a los zombis. Cuando por fin van a dejar la ciudad, llegan a los muelles donde un pulpo gigante mutante los ataca y deja inconsciente a Keysha, pero Anderson logra eliminarlo y más tarde llega Jeremi en una lancha para sacarlos de la isla. Al estar lejos de la isla, Anderson oprime el detonador y la isla entera desaparece evitando la propagación de la infección zombi.

## Personajes
- Anderson Stark, antiguo miembro del grupo de Inside Action, conocido como el salvador del mundo por salvar New York de la epidemia zombi.
- Keysha, periodista que acompaña a Anderson a Sudamérica para saber sobre su historia en New York para su reportaje.
- Jeremi, habitante de Isla Paola, se encontraba en las montañas cuando ocurrió la infección, y lo único que busca, es encontrar a su hija.

## Final
El juego consta solamente de un final: 
- Final: Anderson destruye al pulpo mutante y escapa con Jeremy y Keysha, destruyendo la isla así evitando la propagación de la infección.

- Datos: Q6171482